# مگس (شعر)

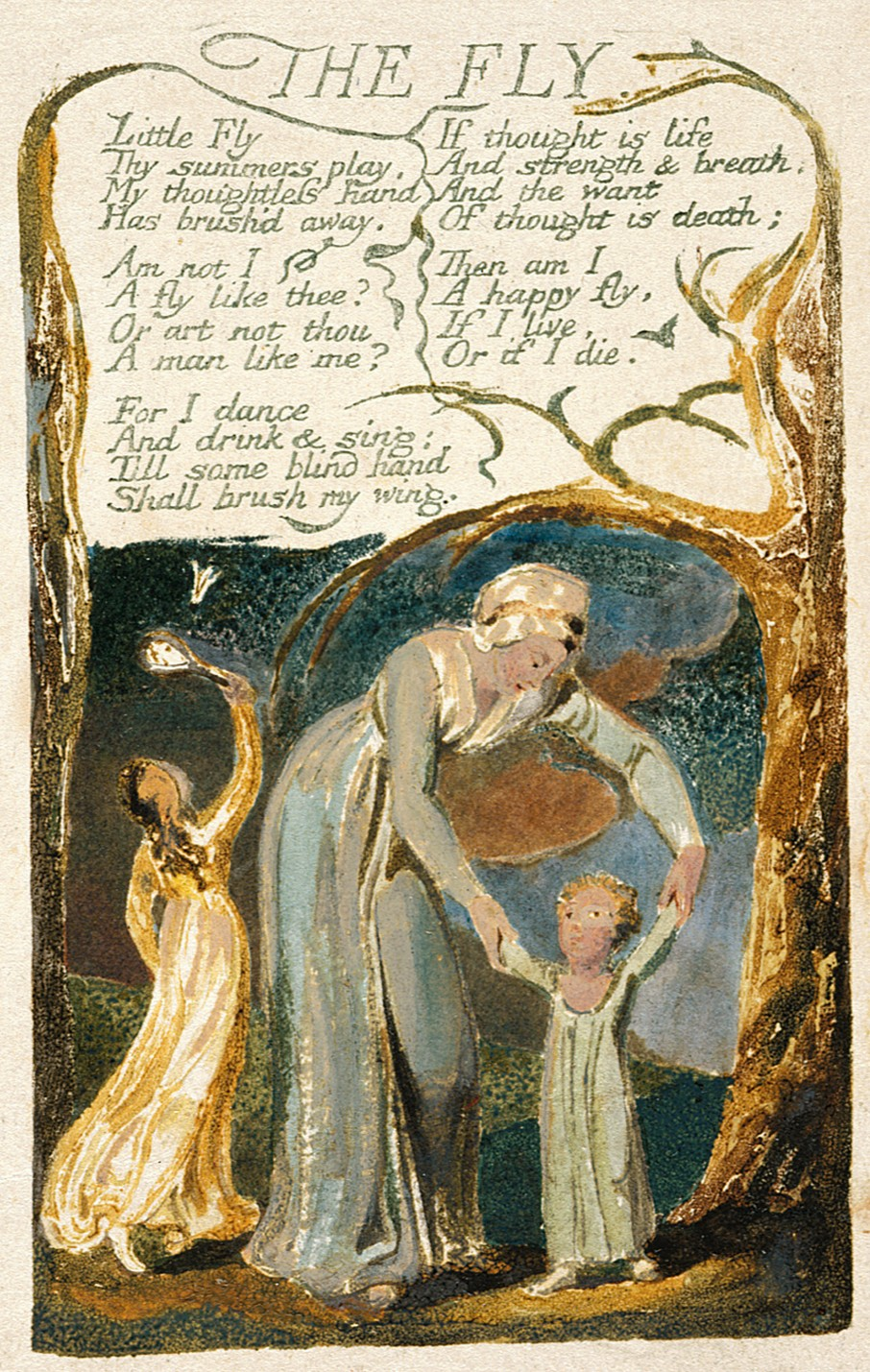
برگهٔ دربرگیرندهٔ شعرِ «مگس» در یکی از نسخه‌های اولین چاپِ مجموعهٔ ترانه‌های بی‌گناهی و تجربه که امروزه در مرکز هنر بریتانیا در ییل نگهداری می‌شود.

«مگس» (به انگلیسی: The fly)، نام شعری کوتاه از ویلیام بلِیک است که در سال ۱۷۹۴ در مجموعهٔ ترانه‌های بی‌گناهی و تجربه چاپ شد.

## متن شعر
| متن اصلی به زبان انگلیسی: Little Fly Thy summer's play, My thoughtless hand Has brush'd away. Am not I A fly like thee? Or art not thou A man like me? For I dance And drink & sing; Till some blind hand Shall brush my wing. If thought is life And strength & breath; And the want Of thought is death; Then am I A happy fly, If I live, Or if I die. | برگردان فارسی: ای مگس کوچک بازیِ تابستانیِ تو را دستِ بی‌پروای من از میان برده‌ست. نیستم مگر من مگسی چون تو؟ یا نیستی مگر تو آدمی‌ای چون من؟ چراکه من می‌رقصم و باده می‌نوشم و آواز می‌خوانم تا دستی کور بالِ مرا بستُرَد. اگر اندیشه زندگی‌ست و نیرو و نَفَس، و نبودِ اندیشه مرگ است، پس من مگسی هستم شاد، زنده یا مرده. |